# دومينيك كاساغراندي
دومينيك كاساغراندي (بالفرنسية: Dominique Casagrande)‏ هو لاعب كرة قدم فرنسي في مركز حراسة المرمى، ولد في 8 مايو 1971 في L'Union ‏ في فرنسا. لعب مع باريس سان جيرمان ونادي إشبيلية ونادي سانت إتيان ونادي كريتيل ونادي نانت.

## وصلات خارجية
- دومينيك كاساغراندي على موقع قاعدة بيانات كرة القدم.إي يو (الإنجليزية)
- دومينيك كاساغراندي على موقع ليكيب (الفرنسية)
- دومينيك كاساغراندي على موقع Soccerbase.com (لاعب) (الإنجليزية)